# Haris Zahirović
Haris Zahirović (* 11. Mai 2003) ist ein bosnischer Fußballspieler.

## Karriere
Zahirović begann seine Karriere beim Post SV Wien. Zur Saison 2013/14 wechselte er zum First Vienna FC. Zur Saison 2015/16 kam er in die Jugend des SK Rapid Wien, bei dem er ab der Saison 2017/18 auch in der Akademie spielte.
Im November 2020 debütierte er für die zweite Mannschaft von Rapid in der 2. Liga, als er am zehnten Spieltag der Saison 2020/21 gegen den Grazer AK in der 61. Minute für Bernhard Zimmermann eingewechselt wurde. Insgesamt kam er zu drei Einsätzen für Rapid II. Nach der Saison 2021/22 verließ er den Verein.
Im August 2022 wechselte er dann zu den Amateuren des Zweitligisten First Vienna FC. Im April 2024 stand er erstmals im Profikader der Döblinger. Im Mai 2024 absolvierte er dann sein erstes Zweitligaspiel für die Vienna. Insgesamt kam er zu fünf Einsätzen, ehe er den Verein nach der Saison 2024/25 verließ.